# We Love Life
We Love Life — седьмой альбом британской группы Pulp, вышедший в 2001 году. Достиг в британских чартах шестого места; находился в них в течение трёх недель. Продюсером альбома выступил Скотт Вокер, чей альбом «'Til the Band Comes In» был высмеян в песне «Bad Cover Version». Джарвис Кокер утверждает, что текст этой песни был написан задолго до того, как Вокер был привлечён к работе над альбомом.

## Список композиций
Все песни написаны Кокером, Бэнксом, Дойл, Мэки и Веббером, за исключением «Sunrise», написанной ими же в соавторстве с Мэнселлом.
1. Weeds — 3:42
2. Weeds II (The Origin of the Species) — 3:58
3. The Night That Minnie Timperley Died — 4:38
4. The Trees — 4:49
5. Wickerman — 8:17
6. I Love Life — 5:31
7. The Birds in Your Garden — 4:11
8. Bob Lind (The Only Way Is Down) — 4:16
9. Bad Cover Version — 4:16
10. Roadkill — 4:16
11. Sunrise — 6:02
12. Yesterday — 3:52 (бонус-трек в американском издании)
13. Forever in My Dreams — 4:23 (бонус-трек в американском издании)

## Участники записи
- Джарвис Кокер — вокал
- Марк Веббер (англ. Mark Webber) — гитары
- Кандида Дойл (англ. Candida Doyle) — клавишные
- Стив Мэки (англ. Steve Mackey) — бас
- Ник Бэнкс (англ. Nick Banks) — ударные